# 't Overhamme
 't Overhamme is een restaurant met een Michelinster in de Oost-Vlaamse plaats Aalst.

## Geschiedenis
Het restaurant is gevestigd in een oude villa met een grote, bosrijke tuin. De chef Patrick Bogaert kookt een klassieke keuken met een moderne touch. Sinds 2007 heeft het restaurant een Michelinster. Het is aangesloten bij Jeunes Restaurateurs d'Europe.